# Bolivija
Bolivija (s polnim uradnim imenom Večnacionalna država Bolivija) je celinska država v zahodni Južni Ameriki, ki na severu in vzhodu meji na Brazilijo, na jugu na Paragvaj in Argentino, ter na zahodu na Čile in Peru.

## Zgodovina
Na delu južnoameriške celine, kjer leži današnja Bolivija, so bile prisotne razne kulture že pred 15.000 do 20.000 leti. Najpomembnejši sta bili Tiwanaku, ki se je začela razvijati že v 2. stoletju pr. n. št. in Inki, ki so vladali v 15. stoletju po n. št. Poleg tega so se pr. n. št. tam razvile tudi nekatere manjše kulture, med drugimi Lomas, Moxos in Baures.
V šestnajstem stoletju so Inke premagali španski kolonialisti in prvotne prebivalce izrinili na rob družbe in v suženjstvo. Država je bila znana po rudnem bogastvu, ki pa je bilo proti koncu sedemnajstega stoletja že precej izrabljeno.
Bolivija se je od Španije odcepila leta 1825, potem ko je španske sile porazil Bolivarjev general de Sucre. 6. avgusta 1825 je bila razglašena neodvisna republika Bolivija. Od leta 1828 do leta 1900 so bili v Boliviji številni politični prevrati, država pa je bila tudi v vojnah s svojimi sosedami zaradi ozemlja in surovin. V solitrni vojni (1879 - 1883) s Čilom je Bolivija izgubila dostop do odprtega morja in pokrajino Atacamo, bogato z nitrati, v vojni z Brazilijo (1899 - 1903) je izgubila pokrajino Acre, bogato s kavčukom. V vojni za Chaco je navkljub paragvajski vojaški šibkosti izgubila še pokrajino Gran Chaco na jugozahodu države. 
Ponovno je sledilo obdobje politične nestabilnosti z več državnimi udari. Leta 1967 je poskušal socialistično revolucijo v državi povzročiti Ernesto Che Guevara, a je bil ubit.

## Geografija
Bolivija je južnoameriška država, ki leži v centru subkontinenta in nima dostopa na morje. Bolivija ima dva različna geografska prostora: območje tropskih gozdov, ki zavzemajo večji del države in visoko gorovje Andi na jugozahodu. Na dveh tretjinah tropskega ozemlja imamo tropske nižine, pritoka reke Amazonke in reke Rio de la Plata. To ogromno površino (kar 700.000 km²) prekrivajo tropski, monsunski, deževni in suhi pragozdovi. Poleg tega je v Boliviji najobširnejši suhi pragozd na svetu. Okoli 250.000 km² je prekritih s savanami. V Boliviji so tudi ogromna amazonska jezera. Na zahodnem delu države sta dve gorski verigi: Cordillera Occidental in Cordillera Oriental. Veliko vrhov presega 6000 m, najvišji v državi pa so Sajama (6.542 m), Illampu (6.421 m) in Illimani (6.402 m).

## Demografija
Bolivija ima 9.775.246 milijonov prebivalcev, pri čemer je letna rast prebivalstva 1,772 % in srednja starost 21,9 let. Stopnja urbaniziranosti je srednje visoka, saj okoli 66 % ljudi živi v mestih.
Je etnično razgibana država: največ je kečuancev (30 %) in mestizov (30 %), manj pa ajmarcev (25 %) in belcev (15 %). Uradni in najbolj razširjeni jeziki so španščina, ki jo govori 60,7 % prebivalcev, kečuanščina – 21,1 % in ajmarščina – 14,6 %. Bolivija ima dobro razvito šolstvo, kar botruje nekaj več kot 85 % pismenosti. Država investira v šolstvo 6,4 % celotnega BDP-ja, kar je razmeroma visok odstotek.

## Politika
Bolivija je republika z glavnim mestom Sucre. Razdeljena je na 9 dežel: Beni, Chuquisaca, Cochabamba, La Paz, Oruro, Pando, Potosi, Santa Cruz in Tarija. Predsednik države je bil Evo Morales od 22. januarja 2006 do 10. novembra 2019, ko je odstopil po očitkih o nepoštenih volitvah.
Bolivija je kot edina na svetu sprejela t. i. »Zakon o pravicah Matere Zemlje«, ki daje naravi podobne pravice kot človeku.

## Gospodarstvo
Bolivija spada med najrevnejše in najmanj razvite države Južne Amerike. BDP na prebivalca znaša $4,600 letna rast pa je 2,8$. 40 % prebivalstva je zaposlenih v primarnem sektorju, 17 % v sekundarnem in 43 % v terciarnem. Stopnja nezaposlenosti v državi je 8,5 %, kar 60 % prebivalstva pa živi pod pragom revščine. Najvažnejši pridelki so kava, bombaž, koruza, riž in krompir.

### Infrastruktura
Bolivija ima 952 letališč, od katerih pa jih ima le 16 urejeno pristajalno progo. Da bi izkoristila velike zaloge naravnih bogastev, plina in nafte, je Bolivija zgradila 5.192 km plinovodov in 2.488 km oleoduktov. Država razpolaga tudi z 3.504 km železniške proge, kar pomeni, da je slednja dobro razvita. V Boliviji je tudi 62.479 km cest, od katerih jih je le malo asfaltiranih (3.749 km), ostale so makadamske, kar kaže na slabo razvito cestno omrežje. Bolivija ima veliko število plovnih in trgovskih morskih poti – kar 10.000 in je 13. na svetu. Glavno bolivijsko pristanišče je Puerto Aguirre.

### Turizem
Bolivija je turistično precej razvita država, glavne turistične znamenitosti v državi pa so:
- Andi
- Isla del Sol in Isla de la Luna (špansko Otok Sonca in Otok Lune) na jezeru Titikaka
- Amazonka
- La Paz

## Kultura
Bolivijska kultura izvira iz španske in indijanske kulture in tradicije. 

### Glasba
Bolivijska narodna glasba je še zmeraj prisotna, predvsem na področju Andov igrajo glasbo na festivalih in plesih. Glasba temelji na nekaterih posebnih glasbilih (siku, tarka, quena, pinkillo, charango) in na bobnih.

### Šport
Najpopularnejši šport v Boliviji je nogomet. Glavne bolivijske nogometne ekipe so Club San Josè in Oruro Royal iz mesta Oruro, Club Bolivar in The Strongest iz La Paza, Club Jorge Wilstermann in Club Aurora iz Cochabambe ter Blooming in Oriente Petrolero iz mesta Santa Cruz.

### Umetnost
Iz časov pred prihodom evropejcev so se ohranile številne pomembne arheološke najdbe. Najpomembnejše med temi so ruševine, nakit iz zlata in srebra, lončevina in vezenine številnih različnih plemen. Po prihodu španskih zavojevalcev sta se pričeli kulturi mešati in nastal je specifičen umetniški slog, imenovan Mestizo barok, ki ga uvrščamo v Barok. Tipični primeri izdelkov iz tega obdobja so cerkve, slike z religioznimi vsebinami, skulpture, rezbarije in vezenine. Najbolj znani umetniki 20. stol. so kiparka Marina Núñez del Prado in slikarja Enrique Arnal ter Alfredo Laplaca.